# 성혜의 나라
"성혜의 나라"는 2020년에 개봉한 대한민국의 영화이다.

## 캐스팅
- 송지인 : 성혜 역
- 강두 : 승환 역
- 안나영 : 은아 역
- 송동환 : 성혜친구들 역
- 편준의 : 성혜친구들 역
- 유새빈 : 성혜친구들 역
- 안승원 : 성혜친구들 역
- 여이레 : 성혜친구들 역
- 이희영 : 신경외과 의사 역
- 김용선 : 엄마 (목소리) 역
- 석정만 : 아빠 (목소리) 역
- 김경미 : 내과 의사 역
- 김학묵 : 면접 강사 역
- 조한주 : 학원 강사 역
- 하경화 : 집주인 역
- 최문경 : 세입자 역
- 이문주 : 편의점 주인 역
- 김예림 : 편의점 알바생 역
- 전윤찬 : 편의점 백수 손님 역
- 조재인 : 편의점 고딩들 역
- 이새연 : 편의점 고딩들 역
- 박영서 : 편의점 고딩들 역
- 김소영 : 편의점 고딩들 역
- 최진한 : 은행직원 역
- 김성훈 : 신문보급소장 역
- 조연수 : 간호사 역
- 정형석 : 경찰 (목소리) 역
- 박해화 : 민서 영정사진 역
- 신시아 : 민서 (목소리) 역
- 김유일 : 민서 아빠 상주 역
- 장성룡 : 택시기사 역
- 전현교 : 보험사 직원 역
- 이순이 : 공원벤치 할머니 역
- 박재형 : 부동산 사장님 역
- 이미도 : 경미 역 (특별출연)
- 강윤성 : 면접관 역 (특별출연)
- 이훈희 : 면접관 역 (특별출연)
- 어승룡 : 면접관 역 (특별출연)
- 최무배 : 아파트 중년남 역 (특별출연)

## 같이 보기
- 2020년 대한민국의 영화 목록